# Згорнє Тинсько
Згорнє Тинсько (словен. Zgornje Tinsko) — поселення в общині Шмарє-при-Єлшах, Савинський регіон, Словенія. 
Висота над рівнем моря: 241 м.